# Santa Clara (Pastaza)
Santa Clara è una parrocchia urbana dell'Ecuador, capoluogo dell'omonimo cantone, nella provincia del Pastaza.